# Saint-Laurent-de-Terregatte
Saint-Laurent-de-Terregatte is een gemeente in het Franse departement Manche (regio Normandië) en telt 572 inwoners (1999). De plaats maakt deel uit van het arrondissement Avranches.

## Geografie
De oppervlakte van Saint-Laurent-de-Terregatte bedraagt 16,6 km², de bevolkingsdichtheid is 34,5 inwoners per km².
De onderstaande kaart toont de ligging van Saint-Laurent-de-Terregatte met de belangrijkste infrastructuur en aangrenzende gemeenten.

## Demografie
Onderstaande figuur toont het verloop van het inwonertal (bron: INSEE-tellingen).

1. ↑  Populations de référence 2022.